# Out from the Dark
Out from the Dark es un álbum de la banda noruega de black metal, Mayhem. Consiste en unos ensayos realizados a inicios de 1991, pero no fue oficialmente publicado hasta 1996. 
Supuestamente es la última grabación del vocalista Dead, que se suicidó el 8 de abril de 1991. Las canciones forman parte de los álbumes Deathcrush (1987) y De Mysteriis Dom Sathanas (1994); este último aún no había sido grabado antes del ensayo.

## Lista de temas
1. "Pure Fucking Armageddon" – 2:59
2. "Funeral Fog" – 5:20
3. "Freezing Moon" – 6:13
4. "Buried By Time and Dust" – 5:32
5. "Deathcrush" – 3:22
6. "Chainsaw Gutsfuck" – 3:43
7. "Necrolust" – 3:18

## Créditos
- Dead (Per Yngve Ohlin) - voz
- Euronymous (Øystein Aarseth) - guitarra
- Necrobutcher (Jørn Stubberud) - bajo
- Hellhammer (Jan Axel Blomberg) - batería

- Datos: Q1754148